# T-64BM
Il T-64BM "Bulat" è un carro armato da combattimento prodotto in Ucraina dal 2005; è una versione modificata del T-64 sovietico.
Venne utilizzato durante la guerra del Donbas negli anni 2014-2016. Tra i miglioramenti apportati una migliore protezione dell'equipaggio ma il suo peso ha influito negativamente sulla sua velocità, così dal 2017 viene considerato in riserva. Alcuni esemplari sono stati rimessi in servizio attivo nelle Forze terrestri ucraine dopo l'inizio dell'invasione russa dell'Ucraina del 2022.